# Кубанка (Алтайский край)
Кубанка — посёлок в Калманском районе Алтайского края России. Административный центр Кубанского сельсовета.

## География
Село находится в центральной части края, в лесостепной зоне, в пределах северо-восточной части Приобского плато, у реки Большая Калманка, в 70 км от Барнаула.

## История
В советское время, с 1932 года действовал совхоз «Кубанка».

## Население
| 1997 | 1998 | 1999 | 2000 | 2001 | 2002 | 2003 | 2004 | 2005 |
| ---- | ---- | ---- | ---- | ---- | ---- | ---- | ---- | ---- |
| 573  | ↗583 | ↗621 | ↘585 | ↘568 | ↗574 | ↗583 | ↗587 | ↘446 |
| 2006 | 2007 | 2008 | 2009 | 2010 | 2011 | 2012 | 2013 |      |
| ↗464 | ↗491 | ↘483 | ↗506 | ↘494 | ↘493 | ↘490 | ↘474 |      |

Национальный состав
Согласно результатам переписи 2002 года, в национальной структуре населения русские составляли 86 % от 582 чел.

## Инфраструктура
Крупнейшее предприятие села — ЗАО «Кубанка». Основа экономической деятельности — выращивание сахарной свеклы.

## Транспорт
Через Кубанку проходит автомобильная трасса федерального значения А-322 Барнаул — Рубцовск — государственная граница с Республикой Казахстан.